# 훈 리

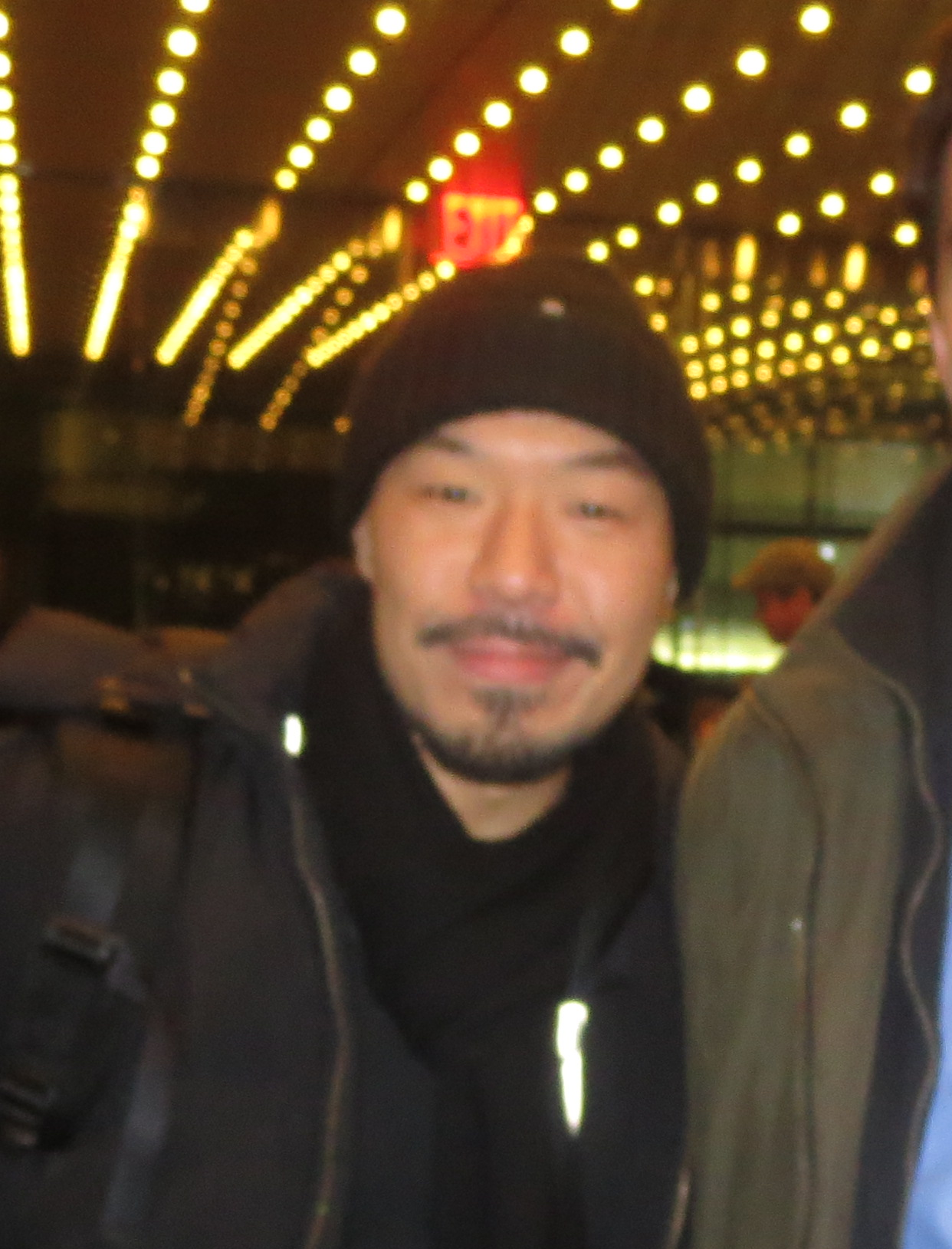

훈 리(Hoon Lee, 1953년 월 일 ~ )는 미국의 성우, 연극 배우, 영화배우, 텔레비전 배우이다.
플리머스에서 태어났다.

## 방송
- 아웃캐스트 시즌2
- 밴쉬 시즌3
- 밴쉬 시즌2
- 밴쉬 시즌1